# Cimochy (województwo warmińsko-mazurskie)
Cimochy (niem. Reuss) – wieś w Polsce położona w województwie warmińsko-mazurskim, w powiecie oleckim, w gminie Wieliczki.
Przez miejscowość przebiega droga wojewódzka nr 655 oraz rozpoczyna bieg droga wojewódzka nr 661.
Nazwa wsi wywodzi się od ruskiej formy imienia Tymoteusz (Czymoch – jeden z zasadźców wsi). W przeszłości używano też innych nazw: Gross Czymochen, Domäne Czymochen, Zarnowa, Dzimochen. W roku 1928 Cimochy otrzymały niemiecką nazwę urzędową Reuss.

## Historia
W roku 1476 komtur z Pokarmina nadał w tej miejscowości Klimkowi Rusinowi i jego bratu Czymochowi 15 włók nad Strumykiem Twardowskim na prawie magdeburskim z obowiązkiem jednej służby zbrojnej. Wieś otrzymała przywilej lokacyjny od księcia Albrechta Hohenzollerna 20 lipca 1548 roku. Sześciu sołtysów – zasadźców otrzymało tu 6 włók sołeckich boru oraz 60 do zasiedlenia chłopami czynszowymi.
W 1800 roku znajdował się w Cimochach majątek i siedziba domeny państwowej. Jako duża osada przygraniczna Cimochy miały dwie komory celne, urząd pocztowy istniał od 1860 r. Trzyklasowa szkoła powstała tu w 1758 roku, a w latach międzywojennych we wsi był urząd żandarmerii, szkoła zawodowa, praktykę prowadził lekarz dentysta, akuszerka, było też kilka zakładów rzemieślniczych. W 1938 roku wieś liczyła 849 mieszkańców.
Powszechnie wiadomo, że wczesnym rankiem 1 września 1939 r. Niemcy zaatakowali Polskę, naruszając na głównych kierunkach natarcia nasze granice. Prawie nieznane są natomiast przypadki polskich ataków na obiekty położone po niemieckiej stronie granicy. Jednym z takich epizodów września 1939 r. był atak dwóch szwadronów 3 Pułku Szwoleżerów Mazowieckich na mazurską wieś Reuss, czyli dzisiejsze Cimochy. Polski atak nastąpił w nocy z 2 na 3 września. Szwoleżerowie po krótkiej walce pokonali obsadę niemieckiej strażnicy granicznej, zniszczyli urządzenia stacji kolejowej, po czym się wycofali. Uprowadzono jeńców, zdobyto trochę uzbrojenia i na krótko ostudzono wojenne zapały okolicznej ludności niemieckiej. Atak szwoleżerów na Reuss upamiętnia tablica na ścianie szkoły podstawowej w Cimochach.
W latach 1954–1971 wieś należała i była siedzibą władz gromady Cimochy, po jej zniesieniu w gromadzie Wieliczki. W latach 1975–1998 miejscowość administracyjnie należała do województwa suwalskiego.

## Parafia
Parafię ewangelicką założono w 1906 roku i w latach 1906-1909 liczyła ona 2210 osób, w tym 1600 Polaków. Już jednak w 1912 wykazywano ich tu – i to pod nazwą Mazurów – jedynie 1000 na 2282 parafian. Od pastora wszakże stale wymagano znajomości języka "mazurskiego". Nabożeństwa ewangelickie były odprawiane w budynku szkolnym do drugiej wojny światowej.
Ludność katolicka, która się tu osiedliła, urządziła kaplicę w przedwojennej sali widowiskowo-kinowej. Parafię katolicką kanonicznie erygowano 15 stycznia 1977 roku. Budowę obecnego kościoła zakończono w 1987 roku. Do parafii należą miejscowości: Cimochy, Cimoszki, Szeszki i Wierzbowo.